# チェンジングハーツ
『チェンジング・ハーツ〜家族の絆〜』（原題Changing Hearts）は、2012年にアメリカ合衆国で公開されたファミリードラマ映画。監督はブライアン・ブラフ。出演者は、ブラッド・ジョンソン、ダフネ・ズニーガ、ブライアン・マクナマラなど。日本では2014年5月に小規模劇場公開され、9月にDVDがリリースされた。

## あらすじ
ジェームズは、サンタモニカで築き上げた自分の生活を満喫していた。
しかしある日、父親の身体に異変が起き、家業のホテルを手伝うため、仕方なく故郷へ帰ることとなった。何年も前に見捨てた、ホテルの仕事、仲の悪い弟。できるだけ早く元の生活に戻りたいジェームズだが、ホテルが経営困難に陥っていることに気づく。父親の容態の悪化、高まる家族間の緊張。家族と向き合ううちジェームズは、時には愛する者のために犠牲を払うべきではないかと迷いはじめる。必要とされる自分。そのことに応じるべきか？決断の時は迫る――。

## 配役
| 役名                                 | 俳優                     |
| ------------------------------------ | ------------------------ |
| ジェームズ・リード                   | ブラッド・ジョンソン     |
| クリスティーナ・ライリー（ライバル） | ダフネ・ズニーガ         |
| ヘンリー（ジェームズの父）           | ブライアン・マクナマラ   |
| バーバラ（ジェームズの母）           | ジル・アドラー           |
| リンジー（ジェームズの妹）           | アンジェリック・クーパー |
| ネイソン・レディング（歌手）         | トミー・ダルトン         |
| ケイト（ジェームズの彼女）           | ジャクリン・ヘイルズ     |
| ペイジ（ホテル従業員）               | カリー・ホーカー         |